# Ясминка Дамческа
Ясминка Дамческа (на македонска литературна норма: Јасминка Дамческа) е лекарка и политик от Северна Македония.

## Биография
Родена е на 25 ноември 1974 година в град Скопие, тогава в Социалистическа федеративна република Югославия. Завършва медицина и след това прави магистратура по обществено здравеопазване и радиодиагностика.
В 2014 година е избрана за депутат от ВМРО – Демократическа партия за македонско национално единство в Събранието на Република Македония.
Дамческа е колумнист на здравни теми в различни издания.